# Henning Larsen
Henning Robert Larsen (nascido em 9 de abril de 1931) é um ex-ciclista dinamarquês. Foi um dos atletas que representou a Dinamarca nos Jogos Olímpicos de 1952, em Helsinque, onde terminou em quinto lugar na prova de perseguição por equipes (4000 m).